# Marble-Maple
Marble-Maple（マーブル・メイプル）は、静岡県掛川市を拠点に活動する女性アイドルグループである。略称はマーブル。目立つ為に奇抜なことはせずに、ファンと一緒に成長して地元エコパスタジアムでのソロライブ、またかつてポプコンで名を馳せた掛川市内のリゾート施設「つま恋リゾート 彩の郷（旧ヤマハリゾートつま恋）」で大きなアイドルフェスを主催することなどを目標としている。普段は県内外のイベントに参加するほか、掛川市下垂木にあるホームショップのライブバー「Combi-II」でも定期的にLIVEを行っている。「ご当地アイドル殿堂入り」。

## メンバー

### 現メンバー
| 名前       | よみ           | 愛称                 | 生年月日      | 備考         |
| ---------- | -------------- | -------------------- | ------------- | ------------ |
| 聖彩天萌音 | さとさやあもね | もねちゃん           | 2003年10月2日 | 正規メンバー |
| 鈴白あん   | すずしろあん   | あんちゃん・あんさん | 2004年12月8日 | 正規メンバー |

### 旧メンバー
| 名前                 | よみ                         | 愛称                   | 生年月日       | 備考                                                  |
| -------------------- | ---------------------------- | ---------------------- | -------------- | ----------------------------------------------------- |
| 田辺あすか           | たなべあすか                 | あすかりん             | 11月19日       | 2012年12月28日脱退                                    |
| 仙道まり             | せんどうまり                 | マーリー               | 5月14日        | 2012年12月28日脱退                                    |
| 清水ゆりあ           | しみずゆりあ                 | ゆりあん               | 7月18日        | 2012年中期脱退                                        |
| 山田まなみ           | やまだまなみ                 | まなてぃ               | 不明           | 2012年秋離脱、2013年１月に限定復帰：2013年3月24日卒業 |
| 八木麻美             | やぎまみ                     | まみちゅん             | 10月13日       | 2013年10月14日脱退                                    |
| 石原深愛             | いしはらみあ                 | みんみ                 | 6月24日        | 2014年5月4日卒業                                      |
| 平松玲奈：天宮海月姫 | ひらまつれな・あまみやみつき | れな：あみつき・みつき | 12月10日       | 2014年2月24日脱退                                     |
| 星野沙南             | ほしのさな                   | さにゃ                 | 8月9日         | 2015年秋脱退                                          |
| 赤堀真友華           | あかほりまゆか               | まーゆん               | 11月22日       | 2018年1月13日脱退                                     |
| 相坂光莉             | あいさかひかり               | ひかりん               | 5月1日         | 2019年5月4日脱退                                      |
| 日下部有璃那         | くさかべゆりな               | ゆりにゃ               | 2月8日         | 2019年5月4日脱退                                      |
| 宮村みけ             | みやむらみけ                 | みけにゃん             | 5月7日         | 2019年8月31日脱退（契約終了）                         |
| 七池芽美             | なないけめぐみ               | ぐーみん               | 5月21日        | 2019年12月21日卒業                                    |
| 桜庭未来             | さくらばみく                 | みくみく               | 10月27日       | 2020年4月30日卒業 名誉リーダー                        |
| 出雲雨藍             | いずもうらん                 | うーちゃん             | 12月1日        | 2020年6月27日脱退                                     |
| 阿部愛理             | あべあいり                   | あいりん               | 11月11日       | 2020年9月22日脱退                                     |
| 白羽ねる             | しろはねねる                 | ねるち                 | 7月7日         | 2021年2月26日脱退                                     |
| 有朔りんご           | ありきたりんご               | ありきた               | 2月18日        | 2021年2月26日脱退                                     |
| 望月瑠奈             | もちづきるな                 | るなぽ                 | 9月30日        | 2022年8月21日卒業                                     |
| 夏川陽愛             | なつかわひより               | ひよりん               | 2003年10月24日 | 2024年11月8日脱退                                     |

## 略歴
2012年 
- 1月31日、初期募集で集まった応募者8名の中から5名の候補生を選出、その中から田辺あすか、仙道まり、清水ゆりあの3人が1期メンバーとして選出され結成。
- 5月頃、清水が体調不良となり、候補生の八木麻美と山田まなみが加入[注釈 1]。
- 12月28日、初期メンバー田辺・仙道の2名が脱退[1]。
  - 元候補生の山田が、進学を理由に3月いっぱいまでの限定で再合流。

 2013年 
- 3月24日、山田が卒業。
- 4月1日、元かなやまちゃっぴーズの石原深愛が加入。
- 4月6日、石原の初お披露目。
- 4月、元TEAM MII[注釈 2]の平松玲奈[注釈 3]が加入。
- 5月4日、Marble-Mapleとしてではないソロライブという形で平松の初お披露目。
  - 桜庭未来が練習生として加入。
- 8月3日、桜庭の初お披露目・初ステージ。
- 10月13日、八木がライブへの参加見合せ。
  - 石原が学業を理由に一時活動休止。
- 10月14日、八木が12日に脱退したことを発表。
- 10月27日、桜庭が正規メンバーに昇格。
- 11月23日、石原が復帰。

 2014年 
- 2月24日、天宮が脱退。
- 5月4日、石原が卒業。
- 6月14日、望月瑠奈が協力メンバーとして加入[2][注釈 4]。
- 7月22日、望月が自己紹介を掲載[3]。
- 8月2日、Marble-Mapleとしての望月の初ステージ。

 2015年 
- 5月8日、星野沙南が練習生として加入[4]。
- 5月21日、星野の初お披露目。
- 8月、星野が離脱[注釈 5]。

 2017年 
- 7月29日、練習生の赤堀真友華の初お披露目[5]。
- 11月25日、赤堀が正規メンバーに昇格。

 2018年 
- 1月13日、赤堀が脱退。
- 2月9日、七池芽美が練習生として加入[6]。
- 6月3日、七池が正規メンバーに昇格。
- 9月29日、相坂光莉・日下部有璃那・ 宮村みけ・出雲雨藍[注釈 6]が練習生として加入。
- 9月30日、相坂・日下部・宮村・出雲の初お披露目[7]。
- 12月23日、出雲が正規メンバーに昇格[8]。

 2019年 
- 1月19日、出雲が、それまで兼任していたソロ活動を終了しMarble-Mapleの活動に専念することを発表[9]。
- 5月6日、相坂と日下部が4日に活動終了[10][11]したことを発表。
  - 宮村が正規メンバーに昇格[11]。
- 8月4日、桜庭が、腰の不調を理由に卒業の意思を発表[12][注釈 7]。
- 8月31日、宮村が脱退[13][注釈 8]。
- 12月7日、七池が21日に卒業することを発表[14][15]。
- 12月21日、七池が卒業。

 2020年 
- 3月7日、SHOWROOM配信で、桜庭が4月30日に卒業することを発表。
- 3月8日、桜庭の卒業ライブを4月18日に行うことを発表[注釈 9]。
- 4月30日、桜庭が卒業。コロナ収束後に改めてお別れイベントを行うことを発表。
- 5月10日、練習生の聖彩天萌音の初お披露目[16]。
- 5月23日、練習生の阿部愛理の初お披露目[17]。
- 6月20日、聖彩が正規メンバーに昇格[18]。
- 6月27日、出雲が脱退[19][20]。
- 7月4日、阿部が正規メンバーに昇格[21]。
- 9月10日、白羽ねる・有朔りんごが練習生として加入[22]。
  - マーブルの、combi-2 15周年記念ライブ開催告知[23]。
  - 阿部が22日に脱退[24]することを発表。
- 9月12日、桜庭の卒業セレモニーを10月10日に開催することを発表[25]。
- 9月13日、白羽と有朔の初お披露目[22]。
- 9月22日、阿部が脱退。
- 11月7日、「かけアニ」内にて、白羽と有朔が正規メンバーに昇格することを発表[26]。

2021年
- 1月9日、白羽と有朔が活動休止することを発表[27]。
- 1月30日、マーブル・メイプル結成9周年。
- 2月26日、白羽と有朔が脱退[28][29][30]。

2022年
- 1月31日、結成10年を迎えて日本ご当地アイドル活性協会より『ご当地アイドル殿堂入り』に認定される[31]。
- 4月24日、鈴白あんが練習生として加入。
- 4月30日、望月瑠奈が卒業することを発表[32]。
- 6月5日、鈴白あんが正規メンバーに昇格[33]。
- 9月3日、橋本唯花・久遠奏多が練習生として加入[34]。

2023年
- 2月1日、久遠奏多が活動終了することを発表[35]。
- 2月4日、「かけアニ」内にて、練習生の宮瀬八夏・夏川陽愛のお披露目[36]。
- 6月18日、夏川陽愛が正規メンバーに昇格[37]。

## ディスコグラフィー

### シングル
| #    | 発売日         | タイトル                       | 品番      | 収録曲                                  |
| ---- | -------------- | ------------------------------ | --------- | --------------------------------------- |
| Comp | 2012年9月26日  | 次世代アイドル革命!! Pink Lips | TECI-1342 | 18. 絶対前向き宣言！                    |
| 1st  | 2017年3月20日  | Marble-Maple                   | PGMC-0001 | 01. Marble-Maple                        |
| 1st  | 2017年3月20日  | Marble-Maple                   | PGMC-0001 | 02. Happy but so sad                    |
| 1st  | 2017年3月20日  | Marble-Maple                   | PGMC-0001 | 03. 日焼けしたなぁ・・・                |
| 1st  | 2017年3月20日  | Marble-Maple                   | PGMC-0001 | 04. Love! Love! Rabbit!!                |
| 2nd  | 2017年4月25日  | みんなのうた。                 | PGMC-0002 | 01. みんなのうた。                      |
| 2nd  | 2017年4月25日  | みんなのうた。                 | PGMC-0002 | 02. そ・れ・で、Good day☆               |
| 2nd  | 2017年4月25日  | みんなのうた。                 | PGMC-0002 | 03. みんなのうた。instrumental          |
| 2nd  | 2017年4月25日  | みんなのうた。                 | PGMC-0002 | 04. そ・れ・で、Good day☆ instrumental  |
| 3rd  | 2018年4月1日   | 星降る夜の物語。               | PGMC-0003 | 01. 星降る夜の物語。                    |
| 3rd  | 2018年4月1日   | 星降る夜の物語。               | PGMC-0003 | 02. ほしのすくいかた。                  |
| 3rd  | 2018年4月1日   | 星降る夜の物語。               | PGMC-0003 | 03. 星降る夜の物語。instrumental        |
| 3rd  | 2018年4月1日   | 星降る夜の物語。               | PGMC-0003 | 04. ほしのすくいかた。instrumental      |
| 4th  | 2020年3月29日  | Never Ever                     | PGMC-0005 | 01. Never Ever                          |
| 4th  | 2020年3月29日  | Never Ever                     | PGMC-0005 | 02. はなかすみ。                        |
| 5th  | 2021年11月10日 | カラフルセンセーション         | PGMC-0006 | 01. カラフルセンセーション              |
| 5th  | 2021年11月10日 | カラフルセンセーション         | PGMC-0006 | 02. One's word 2021                     |
| 5th  | 2021年11月10日 | カラフルセンセーション         | PGMC-0006 | 03. One's word 2020                     |
| 5th  | 2021年11月10日 | カラフルセンセーション         | PGMC-0006 | 04. カラフルセンセーション instrumental |
| 5th  | 2021年11月10日 | カラフルセンセーション         | PGMC-0006 | 05. One's word instrumental             |

### アルバム
| #   | 発売日        | タイトル       | 品番      | 収録曲                    |
| --- | ------------- | -------------- | --------- | ------------------------- |
| 1st | 2019年2月23日 | MAGIC MATERIAL | PGMC-0004 | 01. Marble-Maple          |
| 1st | 2019年2月23日 | MAGIC MATERIAL | PGMC-0004 | 02. みんなのうた。        |
| 1st | 2019年2月23日 | MAGIC MATERIAL | PGMC-0004 | 03. 新芽のメロディー      |
| 1st | 2019年2月23日 | MAGIC MATERIAL | PGMC-0004 | 04. 日焼したなぁ・・・    |
| 1st | 2019年2月23日 | MAGIC MATERIAL | PGMC-0004 | 05. Happy but so sad      |
| 1st | 2019年2月23日 | MAGIC MATERIAL | PGMC-0004 | 06. 僕と私                |
| 1st | 2019年2月23日 | MAGIC MATERIAL | PGMC-0004 | 07. ほしのすくいかた。    |
| 1st | 2019年2月23日 | MAGIC MATERIAL | PGMC-0004 | 08. 星降る夜の物語。      |
| 1st | 2019年2月23日 | MAGIC MATERIAL | PGMC-0004 | 09. あいのことば          |
| 1st | 2019年2月23日 | MAGIC MATERIAL | PGMC-0004 | 10. たまゆら。            |
| 1st | 2019年2月23日 | MAGIC MATERIAL | PGMC-0004 | 11. そ・れ・で、Good day☆ |
| 1st | 2019年2月23日 | MAGIC MATERIAL | PGMC-0004 | 12. 夕映え                |

| #   | 発売日         | タイトル   | 品番      | 収録曲                    |
| --- | -------------- | ---------- | --------- | ------------------------- |
| 2nd | 2022年10月10日 | /10（TEN） | PGMC-0007 | 01. Marble-Maple          |
| 2nd | 2022年10月10日 | /10（TEN） | PGMC-0007 | 02. One's word            |
| 2nd | 2022年10月10日 | /10（TEN） | PGMC-0007 | 03. 旬華愁藤              |
| 2nd | 2022年10月10日 | /10（TEN） | PGMC-0007 | 04. はなかすみ            |
| 2nd | 2022年10月10日 | /10（TEN） | PGMC-0007 | 05. Emotion               |
| 2nd | 2022年10月10日 | /10（TEN） | PGMC-0007 | 06. ほしのすくいかた。    |
| 2nd | 2022年10月10日 | /10（TEN） | PGMC-0007 | 07. Love! Love! Rabbit!!  |
| 2nd | 2022年10月10日 | /10（TEN） | PGMC-0007 | 08.カラフルセンセーション |
| 2nd | 2022年10月10日 | /10（TEN） | PGMC-0007 | 09. Never Ever            |
| 2nd | 2022年10月10日 | /10（TEN） | PGMC-0007 | 10.待ち合わせ             |

## ライブ・イベント・活動
複数回出演 
Combi-IIにて開催される「掛川ALN」「かけアニ」に月に一度ほど出演している。
2013年以降、ほぼ毎年地元の掛川納涼まつり、掛川商工まつりに出演している。

Marble-Mapleが開催に加わっているものについては、特に記述がない限り開催場所はCombi-II。

 2012年 
- 3月3日、「掛川ALN（A-style Lounge Night）」で初ステージを披露[39]。
- 5月12日、「きらきら☆わんだーらんど（以下きら☆わん） 初夏の大運動会」に出演。
- 5月14日、「マーリー生誕祭」開催。
- 7月、コンピレーションアルバム「次世代アイドル革命!!（Pink Lips / Blue Lips）」に参加。
- 9月26日、「次世代アイドル革命!!（Pink Lips / Blue Lips）」CD発売。Pink LipsバージョンにMarble-Mapleの曲「絶対前向き宣言！」が収録された[40][注釈 10]。
- 9月29日、「HAP! vol.19」に出演。
- 10月13日、「八木麻美誕生会」開催。
- 11月17日、「きら☆わん おるたなてぃぶvol.5」[41]に出演、水着ライブ開催。その後「あすかりん誕生会」開催。
- 12月8日、きら☆わん主催「静岡アニイベ合同大忘年会 ～君は２４時間戦うことができるか？～」が開催され、Marble-Mapleがオープニングアクトを務めた。

 2013年 
- 1月20日、IRIS PHOTO主催 撮影会に参加。
- 2月9日、「遠州食べ飲み天国 掛川バル」オープニングイベントに出演。
- 2月17日、「アイドルカフェ」開催。
- 3月24日、「山田まなみ卒業イベント」を開催。
- 5月26日、マーブル・メイプルライブ（親睦会・撮影会・ミニカフェ）開催。
- 6月23日、「石原深愛生誕祭」開催。
- 7月6日、マーブル・メイプル浴衣まつり開催。
- 7月14日、掛川駅前サンクン広場にて行われたイベントに出演。
- 8月8日、T☆P☆G主催「ぷりんせすぱーてぃー vol.24」に天宮海月姫exマーブルメイプルとしてソロ出演。
- 8月9日、「プレ葉 SUMMER IDOL FES 2013」に出演。
- 9月15日、「オトメ魂。Girl's Pure Soul! 〜Hervest moon〜」に初出演。
- 10月5日、「まみちゅん＆みく生誕祭」開催。
- 10月13日、『Super★Premium vol.5[42]』選考LIVE[注釈 11]に出場。
- 11月17日、「オトメ魂。Girl's Pure Soul! 〜Pleasant autumn festival of Japan〜」に出演。
- 11月24日、「IDOL Planet / FIG（Future Idol Gate） Level11[43]」に出演。

 2014年 
- 1月14日、「じょしどる！Vol.7」に出演。
- 2月16日、「バレンタインライブ」開催。
- 3月16日、「IDOLｰXY ひる」に出演。
- 3月30日、さくらHR主催「春学祭2014」に初出演。
- 5月4日、「GW IDOL SPECIAL! ☆in プレ葉噴水広場☆」に出演。

 2015年 
- 1月17日、「オレ×トク」開催。
- 1月18日、「i.D.o.t×マーブル・メイプル リスタートライブ」「i.D.o.t お正月アイドルまつり」に出演。
- 2月21日、「オレ×トク」開催。
- 3月8日、「Peta SHOW CASE LIVE  -MARCH- 」に出演。
- 3月20日、「オレ×トク」開催。
- 3月29日、さくらHR主催「春学祭2015」に出演。
- 5月10日、「マーブルティータイム」を開催。
- 5月21日、「浜松ミュージックチャンネル（はまみゅ）」に出演。
- 5月16・17日、「静岡ホビーショー」開催中のツインメッセから程近い鈴木酒店にて、望月が萌酒キャラ「朝霧砂緒」のコスプレで売子参加[44]。
- 10月14日、「SUZUKI 秋祭り 2015 in 相良」出演。
- 11月3日、「掛川を萌やせ！ かけがわアイドルステージ in 商工まつり」に出演。
- 12月19日、「地方創生シンポジウム in かけがわ」司会担当。

 2016年 
- 3月、愛踊祭2016にエントリー。第2次web予選敗退
- 3月1日、「ブレドル 」第一期オーディション結果発表で、望月が2位、桜庭が3位となり、選抜6名のうちの2名としてブレドル第一期生に就任[45][46]。公式PRモデルとしてTwitterやYoutubeのブレドルチャンネルを通じてゲームアプリのPR活動を行うこととなった。
- 5月15日、昨年に続き、鈴木酒店にて萌酒キャラ「朝霧砂緒」のコスプレで望月が売子参加[47]。
- 7月17日、「藤枝アイドルフェスティバル」に出演。
- 8月14日、「マーブルサマーフェスティバル」開催
- 12月1日から2ヶ月間行われたDMM GAMESのアプリゲーム「三国ブレイズ」公式PRモデル「ブレドル」選抜オーディションにエントリー[48]。

 2017年 
- 2月11日、静岡Sunashにて行われた「フリージアとショコラ」に出演。
- 3月20日、オリジナル1stシングル「Marble-Maple」をリリース。
- 4月25日、2ndシングル「みんなのうた。」をリリース。
- 7月29日、掛川納涼まつりにて新曲「新芽のメロディー」を初披露。
- 11月24日、「つま恋サウンドイルミネーション チャペルライブ」出演 。

 2018年 
- 1月21日、滋賀県大津市民会館 小ホールにて行われた「IDOL POP Vol.1」に出演[49]。
- 2月10日、掛川市美感ホールにて行われたヒーローショー「静福戦」にMC出演。
- 2月11日、静岡Sunashにて行われた「フリージアとショコラ 〜Sunnyアイらんどwithみんみ編〜」に出演。
- 2月12日、「フリージアとショコラ 〜掛川アイらんど編〜[50]」が七池の初お披露目となった[51]。
- 3月、愛踊祭2018にエントリー。
- 4月1日、3rdシングル「星降る夜の物語。」をリリース。
- 5月12日、「静岡ホビーショー」に出店した『GodHand』のブースにて、七池が同社擬人キャラ「ニパ子」のコスプレで参加[52][53]。望月もMarble-Mapleの衣装で参加。
- 6月13日から予選が始まった「汐留ロコドル甲子園2018」にエントリーしたが予選敗退となる。
- 7月30日、「愛踊祭2018」の東海エリア代表決定戦に挑んだが予選敗退となった。[54]。
- 7月11日、「掛川市 夏の交通安全県民運動 初日街頭キャンペーン」に参加。
- 9月30日、「望月瑠奈生誕ライブ」開催。[55]。
- 12月22日、「ブレドル！クリスマスディナーショウ」開催。
- 12月23日、「浜北アイらんど～X`mas Special〜」に出演。

 2019年 
- 1月3日、つま恋リゾート彩の郷にて「つま恋サウンドイルミネーション チャペルライブ（ワンマン）」出演 。
- 1月20日、YOSHIZUYA太平通り店で行われた「新春アイドルライブ」に出演。
- 2月3日、「マルイノオンガク Special vol.1[56]」に出演。
- 2月9日、「つま恋サウンドイルミネーション チャペルコンサート」出演 [57]。
- 2月23日、オリジナル1stアルバム「MAGIC MATERIAL[58]」をリリース。「1stアルバム発売記念イベント」開催。
- 2月24日、「KYOTOIDOL CARNIVAL -feat.KBS KYOTO Radio だって♡好きなんだもん！-」に出演。
- 4月28日、「TIF2019選抜LIVE中部地区予選」に出場するも予選敗退。
- 4月29日、「肉フェス2019東京『Girls meAt up Fes!! In 肉フェス』[59]」に出演。
- 5月、愛踊祭2019にエントリー。
- 6月23日、名古屋 東別院ホールで行われた「愛踊祭2019」の東海エリア代表決定戦に挑んだが予選敗退となった。
- 8月12日、「つま恋ウォーターパーク 野外ライブ」に出演。
- 8月24日、浜松市天竜区の春野ふれあい公園で行われた「はるの夏フェス2019」に出演[60]。
- 8月中旬から9月中旬にかけて賞金1000万円を賭けたNEXT IDOL GRANDPRIX （以下NIG）2019に挑戦、Mix Channel（以下ミクチャ）配信で上位1４組（うち審査員枠2組）内に残る。
- 9月1日、「Music Net Park ～ROXY Special～」に出演
- 10月14日、NIG2019決勝ライブに参戦を果たしたが優勝は逃す。
- 11月10日、初のワンマンライブ「KISEKI NO KISEKI」を「サウンドシャワーark 清水」にて開催、大成功を収めた[注釈 12]。
- 12月17日、「muevo」にてクラウドファンディング「【Marble-Maple】新体制スタートダッシュプロモーションキャンペーン！」を始動。
- 12月21日、七池芽美の卒業ライブが行われた。

 2020年 
- 1月28日、muevoクラウドファンディングが終了。達成率258％となり、新曲シングルCDのリリースが決定した[61]。
- 2月15日、「Marble-Maple Host Live in Feb.」を開催。
  - NIG2020名古屋予選開始。Marble-Mapleにとって2度目の参戦。[注釈 13]
- 3月3日、NIG運営より3月7日に行う予定だった名古屋予選を新型コロナの影響で7月5日に延期する旨が告知された。[62]
- 3月5日、ミクチャ内に公式有料ファンクラブ「マーブル キャンバス」を開設。
- 3月29日、4thシングル「Never Ever / はなかすみ。」をCDリリース。
- 4月4日、未発表曲「One's word」がデモビデオ形態で公式Youtubeチャンネルに公開された。[63]
- 4月18日、桜庭の卒業ライブがホームのCombi-IIにて無観客ネット配信2部構成で開催された[注釈 14]。
- 5月10日、新体制後初のZAIKOライブ配信を使った有料配信ライブ開催。
- 5月23日、2度目の有料配信ライブを行い、新曲「明日へ」が初披露された。
- 6月9日、TIF2020の2次審査中部ブロックSHOWROOM配信イベント開始。
- 6月14日、静岡Sunashにて「Sunny Square」開催。
- 6月20日、「マーブル本拠地公演2020」開催。
- 6月27日、3月に中止になっていたNIG2020名古屋予選（ミクチャ配信）が改めてスタート。
- 6月28日、新曲「旬華愁藤」MVが公式Youtubeチャンネルに限定公開された。[64]
- 7月5日、「NIG2020 名古屋予選決勝大会フェス」に参戦。結果は不通過であった。
- 7月11日、アイドルフェス「ワールドカオス」に出演。同じ静岡から参加するROSARIO+CROSSとともにホームのCombi-IIよりライブ配信を行った。
  - 同日同所にて「Marble-Maple×ROSARIO+CROSSツーマンライブ」が開催された。
- 7月26日、「TIF2020 全国選抜ライブ中部ブロック」の決勝ライブに参戦したが突破は成らなかった。
- 7月28日、静岡朝日テレビの深夜番組「霜降り明星のあてみなげ」【キャンプを10倍楽しもう！静岡県民総出でレッツキャンプファイヤー！】後編の回に出演。
  - CHEERZイベント、アプリ原作ドラマ「束縛彼女」第二章挿入歌オーディションに望月瑠奈が参戦。
- 8月2日、CHEERZ「束縛彼女」第二章挿入歌 一次予選オーディション終了。上位5名内に入りファイナル進出。
- 8月14日、CHEERZ「束縛彼女」第二章挿入歌ファイナルイベント開始。
- 8月16日、掛川市内のつま恋リゾート 彩の郷内にあるつま恋ウォーターパークでの野外ライブに出演。
- 8月18日、CHEERZ「束縛彼女」第二章挿入歌ファイナルイベントでランキング2位となり、1話以上への挿入歌採用権獲得。
- 8月23日、富士アニマルネストにて開催された「あつまれ！もしもしゅの森！ 〜もしもしゅ1周年記念ライブ〜」に出演。
- 9月13日、「さなちゃん生誕祭」に出演[65]。
- 9月20日、マークイズ静岡にて行われた「アルイテイコウ Vol.59」に出演[66]。　※阿部の出演は1部のみ
- 9月22日、combi-2 15周年記念ライブ（阿部のラストライブ）開催。
  - 静岡朝日テレビの深夜番組「霜降り明星のあてみなげ」【手堅いせいやVSギャンブラー粗品! あてみなげリモートダービー決着】後編の回に出演[67]。
- 10月10日、新型コロナで延期されていた「桜庭未来の卒業式 〜2626日後の未来〜」が開催された[68]。
- 10月11日、浜松ビストロサーカスで行われた「Elfin cats Paty// vol.5」昼の部に出演[69]。
- 10月17日、つま恋リゾート彩の郷 ガーデンスタジオで行われた「つま恋アイドルフェス2020」に出演[70]。
- 10月31日、「KBS 掛川バンドフェスティバル」に出演。その後「つま恋リゾート彩の郷 ハロウィン音楽会」に出演[71]。
- 11月1日、静岡市のFreaky Showで行われた「IDOL Acoustic vol.22 in 静岡」に望月瑠奈がソロ出演[72]。
- 11月7日、「かけアニ-運動会と称した運動不足解消プログラム-」に出演[73]。
- 11月15日、「ハロウィンアイらんど」に出演[74]。
- 11月29日、御殿場市民交流センターにて行われた「Enjoy music 15th stage」に出演[75]。
- 12月5日、「かけアニ　ー 清風故人 天涯比隣 ー」に出演[76]。
- 12月8日、静岡朝日テレビの深夜番組「霜降り明星のあてみなげ」【せいやＰのご当地アイドル改造計画】の回に出演[77]。
- 12月13日、マークイズ静岡にて行われた「アルイテイコウvol.62 静岡IDOL Special!!」に出演[78]。
- 12月19日、LIVE ROXY SHIZUOKAで行われた「SOUND OF POP MUSIC vol.2」夜の部 に出演。
- 12月20日、聖彩が【初投稿】現役JK！スターナイトスノウ踊ってみた【あもね】をYoutubeで公開。
- 12月26日、「Marble-Maple Xmas party」開催。[79]
- 12月31日、LIVE ROXY SHIZUOKAで行われた「オレンチェの大晦日だョ!全員集合」～昭和名曲歌合戦～ 、静岡Sunashで行われた「Sunash COUNTDOWN LIVE 2020~2021」に出演。[80]

2021年
- 1月9日、「2021新年のご挨拶パーティー」開催。[81]
- 1月29日、望月と柚子とのコラボ『バラ会（バラードを歌ってみたの会）』を開催。[82]
- 2月14日、浜松FORCEにて行われた「浜松アイらんど」に出演。[83]
- 2月27日、新衣装お披露目イベントを開催。[84]。
- 3月18日、望月が【るなぽ】反芻シ考/れるりり【歌ってみた】をYoutubeで公開[85]。
- 4月4日、浜松窓枠にて開催の「ミライノオト presents『I’m back!!』」に出演。[86]
- 4月24日、望月が静岡Freakyshowで行われた 「IDOL acoustic vol.23 in 静岡」にソロ出演。[87]
- 5月25日、聖彩の初プロデュースイベント、#あもねかふぇ 開催を発表[88]。
- 6月4日、望月の初ソロライブイベント開催を発表[89]。
- 7月2日、聖彩が【あもね】君色に染まる【踊ってみた】をYoutubeで公開[90]
- 7月27日、SingulaNetの展開するライブ配信サービス「LiveTV-Show」に参加[91]。